# 전등

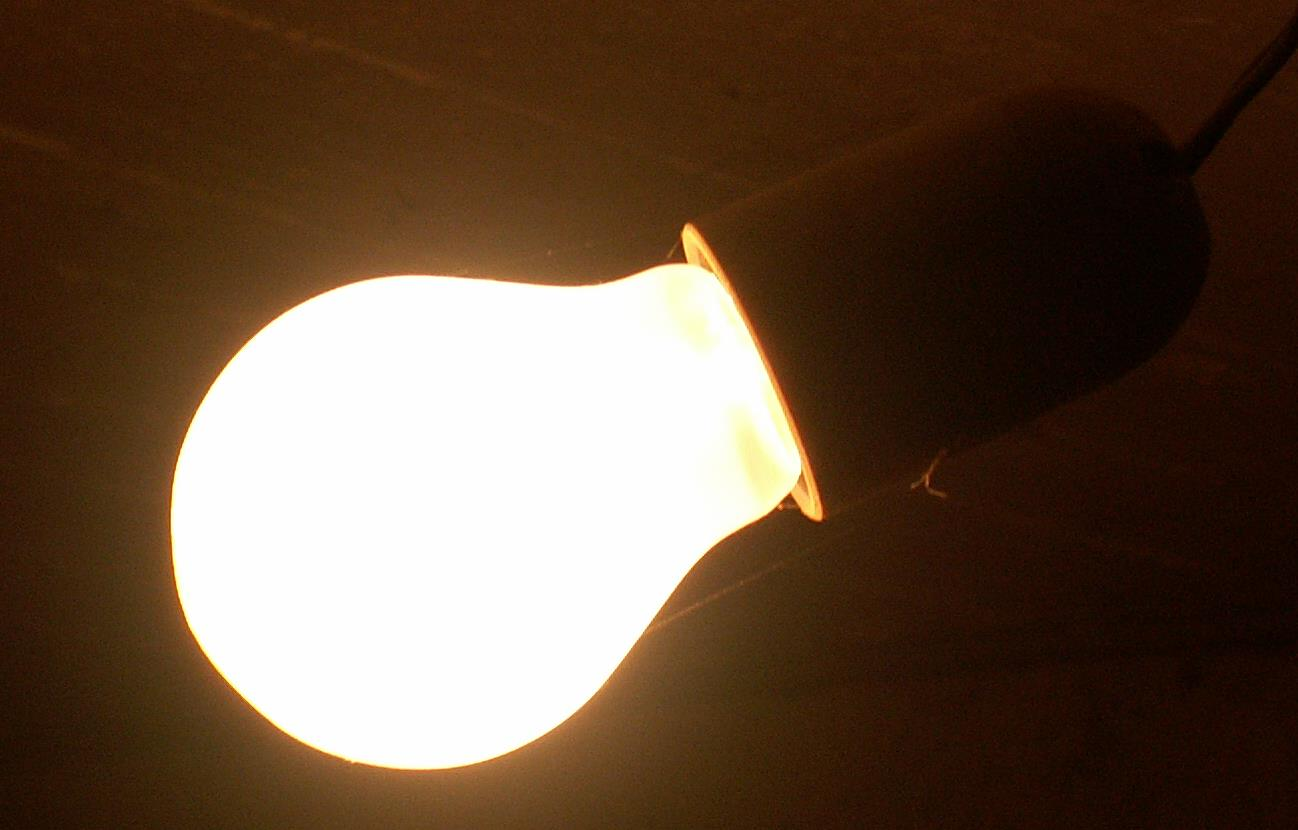
백열전구

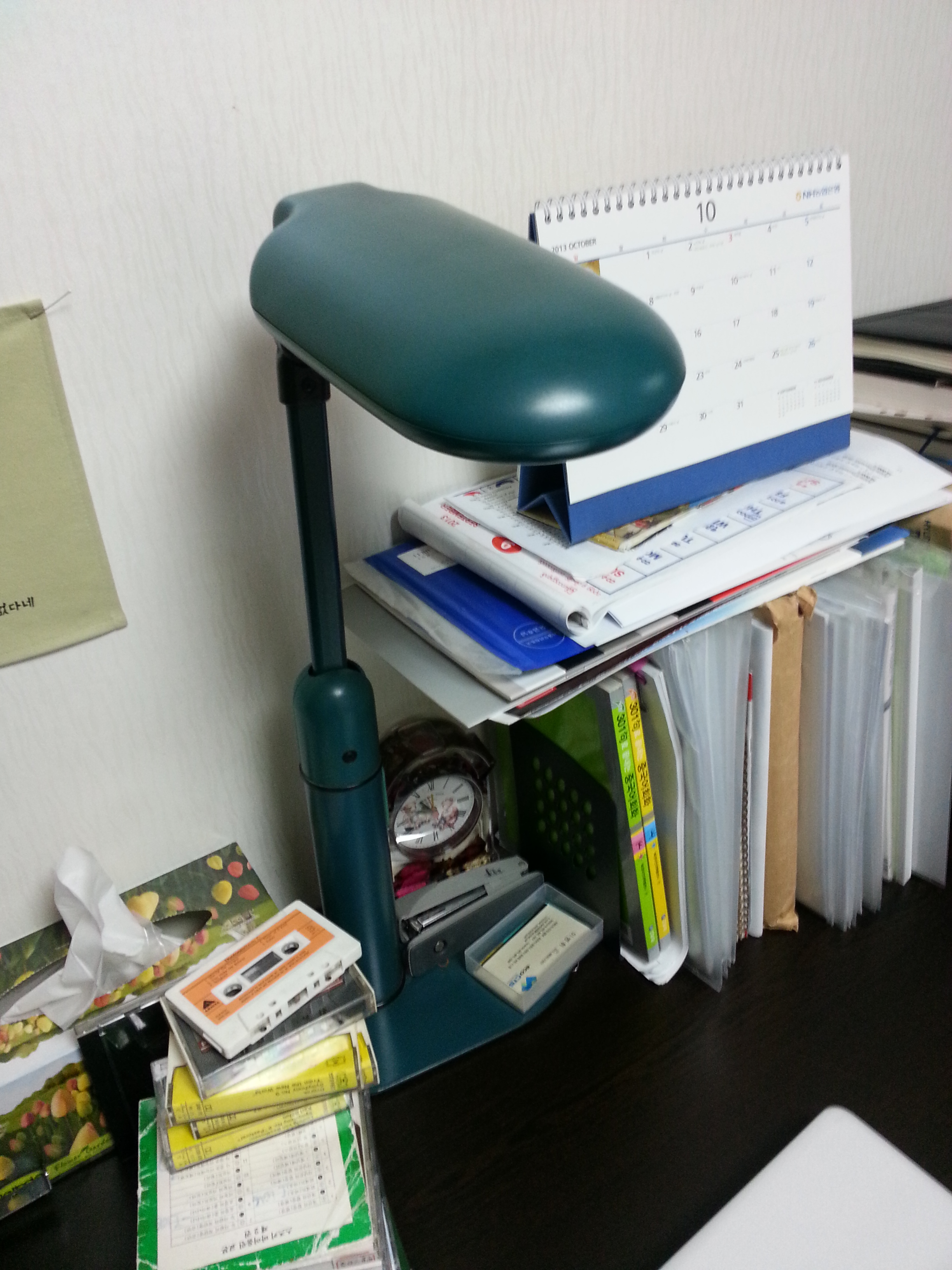
탁상용 스탠드

전등(電燈, electric light)은 전기를 통해 빛을 내는 발광기구이다. 가장 일반적인 형태의 인공 조명이자 현대 사회에서 필수적으로, 건물 내부에 조명을 제공하고 저녁과 야간 활동에 외부 불빛을 제공한다.
인공 조명의 가장 일반적인 형태이다. 램프는 일반적으로 세라믹, 금속, 유리 또는 플라스틱으로 만들어진 베이스를 갖고 있으며, 이 베이스는 종종 "램프"라고도 불리는 조명 기구의 소켓에 램프를 고정한다. 소켓에 대한 전기 연결은 나사산 베이스, 두 개의 금속 핀, 두 개의 금속 캡 또는 총검 마운트를 사용하여 이루어질 수 있다.
전등의 세 가지 주요 범주는 전류에 의해 백열로 가열된 필라멘트에 의해 빛을 생성하는 백열등, 형광등과 같이 가스를 통해 전기 아크를 통해 빛을 생성하는 가스 방전 램프 및 LED이다.
20세기 초 전기 조명이 일반화되기 전에는 촛불, 가스등, 석유등, 불 등을 사용했다. 바실리 블라디미로비치 페트로프(Vasily Vladimirovich Petrov)는 1802년에 최초의 영구 전기 아크를 개발했고, 영국의 화학자 험프리 데이비는 1806년에 아크 조명의 실제 시연을 했다. 1870년대에 데이비의 아크 램프는 성공적으로 상용화되어 많은 공공 장소를 밝히는 데 사용되었다. 조지프 스완(Joseph Swan)과 토머스 에디슨의 노력으로 1880년대에 상업용 백열 전구가 널리 보급되었으며, 20세기 초에는 이러한 전구가 아크 램프를 완전히 대체했다.
전기 조명의 에너지 효율은 19세기 아크 램프와 백열 전구가 처음으로 시연된 이후 급격히 증가했다. 현대의 전기 광원은 다양한 응용 분야에 적합한 다양한 유형과 크기로 제공된다. 대부분의 현대 전기 조명은 중앙에서 생성된 전력으로 전력을 공급받지만, 이동식 또는 대기 발전기나 배터리 시스템을 통해 전력을 공급받을 수도 있다. 배터리 구동 조명은 고정 조명이 고장날 때와 장소를 위해 종종 손전등이나 전기 랜턴의 형태로 사용되거나 차량에 사용된다.

## 역사
전류가 공급될 때 전선이 빛을 발하는 능력은 계몽주의 시대에 처음 발견되었지만 백열 전구가 상업적으로 이용 가능해질 때까지 수많은 디자인, 특허 및 이에 따른 지적 재산권 분쟁을 포함하여 100년 이상의 지속적이고 점진적인 개선이 필요했다. 전등으로 불을 밝힌 최초의 집은 1880년경 조지프 스완의 집인 언더힐(Underhill)이었다.

## 용도
인공 조명(특히 가로등)의 총량은 밤에 공중과 우주에서 도시를 쉽게 볼 수 있을 만큼 충분하다. 외부 조명은 20세기 후반에 3~6%의 비율로 성장했으며 야간 빛 공해 지역에 거주하는 세계 인구의 80%가 천문학자와 다른 사람들에게 부담을 주는 빛 공해의 주요 원인이다. 빛공해는 일부 야생동물에 부정적인 영향을 미치는 것으로 나타났다.
전기 램프는 예를 들어 인큐베이터에서는 열원으로, 패스트푸드점에서는 적외선 램프로, 케너 이지베이크 오븐(Kenner Easy-Bake Oven)과 같은 장난감으로 사용할 수 있다.
램프는 비타민 D 결핍, 여드름 및 피부염과 같은 피부 질환, 피부암, 계절성 정서 장애 등의 문제를 치료하기 위한 광선 요법에도 사용할 수 있다. 특정 주파수의 청색광을 방출하는 램프는 신생아 황달을 치료하는 데에도 사용된다. 처음에는 병원에서 시행했던 치료를 집에서 할 수 있게 되었다.
전기 램프는 식물 성장에 가장 효과적인 조명 유형에 대한 최근 연구를 통해 특히 실내 수경재배 및 수생 식물에서 식물 성장을 돕는 성장 조명으로 사용할 수도 있다.
비선형 저항 특성으로 인해 텅스텐 필라멘트 램프는 오랫동안 전자 회로에서 빠르게 작동하는 서미스터로 사용되어 왔다. 널리 사용되는 용도는 다음과 같다.
- 사인파 발진기의 안정화
- 스피커 인클로저의 트위터 보호. 트위터에 비해 너무 높은 과전류는 트위터를 파괴하는 대신 빛을 비춘다.
- 전화기의 자동 볼륨 조절

## 종류
- 백열전구
- 고강도 방전등
- 형광등
- LED